# Sugar (film 2004)
Sugar è un film indipendente canadese del 2004 diretto da John Palmer e basato su una serie di racconti di Bruce LaBruce. È interpretato da Andre Noble, Brendan Fehr, Marnie McPhail, Maury Chaykin e Sarah Polley. Noble, che ha ricevuto ottime recensioni per la sua interpretazione in Sugar, è morto poche settimane dopo l'uscita del film.

## Trama
Cliff, un adolescente di periferia fragile e insicuro, entra nel mondo della prostituzione maschile di strada e conosce Butch, un marchettaro poco più grande di lui che lo prende con sé. Insieme sperimenteranno le preferenze dei vari clienti, dal voyeurismo allo spanking, cercando di vivere giorno per giorno come meglio possono, nonostante i sentimenti d'amore che sbocciano in Cliff nei confronti di Butch e i problemi di tossicodipendenza di quest'ultimo.

## Produzione
Le riprese si sono svolte a Toronto. Il film è stato girato su video e successivamente trasferito su pellicola 35 mm per l'uscita nelle sale.

## Distribuzione
Sugar venne presentato in anteprima all'Inside Out Film and Video Festival di Toronto il 22 maggio 2004 e ha vinto il premio per il miglior film canadese. Successivamente è stato proiettato a San Francisco, in California, il 24 giugno 2004, prima di essere commercializzato in Canada il 25 giugno.
Circa un mese dopo l'uscita commerciale del film, l'attore protagonista Andre Noble morì di avvelenamento accidentale dopo aver ingerito dell'aconito durante un campeggio.

## Accoglienza

### Critica
Dennis Harvey di Variety ha elogiato le interpretazioni principali di Noble e Fehr, aggiungendo: "Sugar sfoggia gli attesi elementi outre - sesso, droga, autodistruzione sconsiderata - ma ha anche venature di tenerezza, pathos e abilità registica... Nonostante gli aspetti aspri del racconto e l'eventuale svolta tragica, Sugar mantiene un tenore quasi stravagante che riflette la prospettiva di Cliff che accetta innocentemente il walk-on-the-wide-side." Michael Wilde, scrivendo per The Advocate, ha elogiato le interpretazioni del film, scrivendo: "Sia Fehr che Noble fanno un lavoro eccellente [e] il cast di supporto, inclusa la cara indie Sarah Polley, offre un sacco di umorismo con le loro esibizioni eccentriche. Per quanto sia gustoso Sugar, ci tortura squisitamente con i dolori del primo amore e della perdita di qualcuno alla dipendenza."
Peter Knegt di Exclaim! ha scritto: "Cliff è ovviamente diretto verso i guai, ma il film lavora duramente per evitare di diventare un ammonimento. Sugar minimizza il melodramma, in quanto l'AIDS è appena menzionato, l'accettazione da parte della famiglia di Cliff è quasi presunta e l'uso eccessivo di droghe è difficilmente condannato (anche se non è nemmeno glamour). E mentre a volte non è chiaro se alcuni eventi vengono visualizzati solo per il valore dello shock (alcune scene rasentano la pornografia soft-core), è chiaro che Sugar fa un lavoro eccezionale nell'umanizzare personaggi che raramente ricevere questo trattamento."

## Riconoscimenti
- 2004 - Inside Out Toronto LGBT Film Festival[3]
  - Miglior film canadese
- 2005 - Genie Awards[7]
  - Nomination Miglior attore non protagonista a Brendan Fehr
  - Nomination Miglior sceneggiatura adattata